# Wyclef Jean
Wyclef Jean (født 17. oktober 1972 i Croix-Des-Bouqets på Haiti) er en amerikansk musiker, sanger og musikproducent.
Jean er oprindelig haitisk flygtning og voksede op i Brooklyn og New Jersey. I New Jersey startede han hiphop-bandet The Fugees sammen med sin fætter Pras Michel og Lauryn Hill. Deres album fra 1996, «The Score», står som et af hiphop-historiens mest sælgende med 15 millioner solgte eksemplarer.
Jean har i tiden efter The Fugees (1997) udgivet flere soloalbum. Han har også været producent, bl.a. for kunstnere som Whitney Houston, Destiny's Child, Bono, Santana og Shakira.
Jean ejer og driver desuden sit eget pladestudio: Platinum Sounds
Jean er også aktiv i humanitært arbejde. Bl.a. har han startet en organisation kaldet Yéle Haïti, som yder hjælp til fattige på Haiti. Wyclef Jean siger om sit projekt: "The objective of Yéle Haïti is to restore pride and a reason to hope, and for the whole country to regain the deep spirit and strength that is part of our heritage."
Han har desuden haft flere småroller i diverse film og serier.
Den 5. august 2010 offentliggjorde Wyclef Jean, at han stiller op som kandidat ved præsidentvalget i Haiti 28. november 2010. Han blev dog afslået 21. august.

## Diskografi

### Soloalbum
- 2004 Welcome to Haiti: Creole 101
- 2003 Greatest Hits
- 2003 The Preacher's Son
- 2002 Masquerade
- 2000 The Ecleftic: 2 Sides II a Book
- 1997 Wyclef Jean Presents: The Carnival Featuring the Refugee All-Stars

### Album med The Fugees
- 2006 Reconciliation
- 2003 Fugees - Greatest Hits
- 1996 Refugee Camp - Bootleg Versions
- 1996 The Score
- 1994 Blunted on Reality